# Sant’Agostino (Siena)

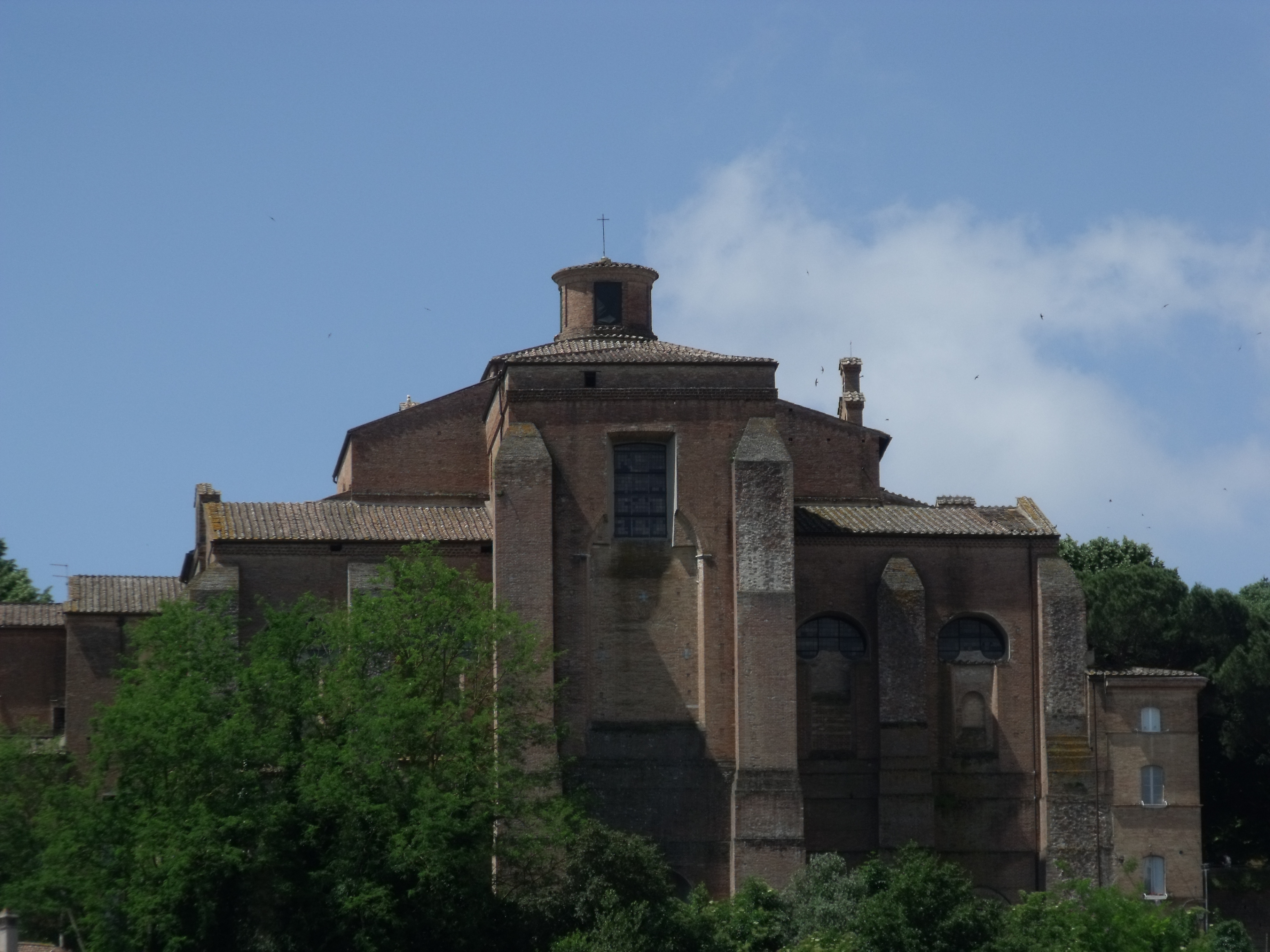
Rückseite der Kirche Sant’Agostino in Siena

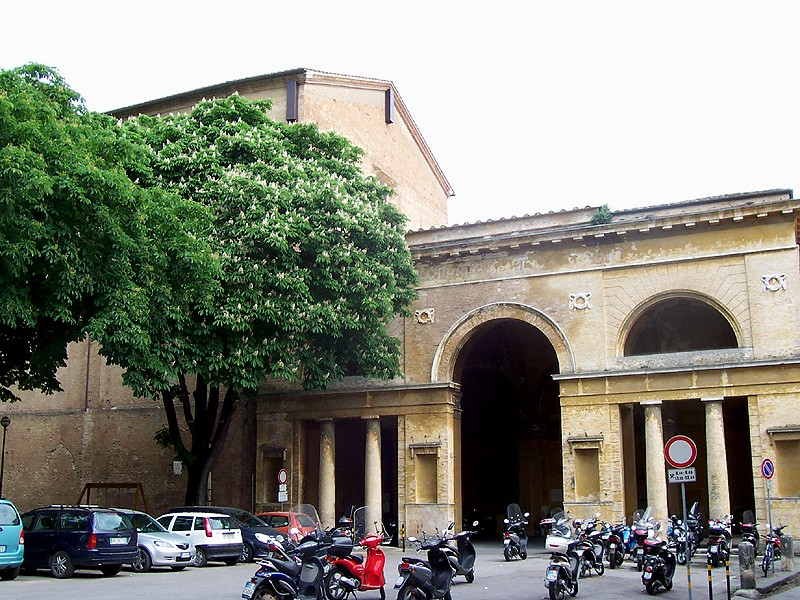
Ehemalige Fassade und die Loggia des Collegio Tolomei

Die Chiesa di Sant’Agostino ist eine Kirche in Siena, die dem Heiligen Augustinus von Hippo gewidmet ist. Sie gehört zum Erzbistum Siena-Colle di Val d’Elsa-Montalcino.

## Lage
Die Kirche befindet sich im historischen Stadtkern innerhalb der Stadtmauer von Siena am Prato di Agostino und an der Via Pier Andrea Mattioli. Sie liegt im Stadtdrittel Terzo di Città in der Contrada Tartuca (Schildkröte). Zunächst lag die Kirche außerhalb der Stadtmauern vor dem Stadttor Porta all’Arco auf dem Poggio di Sant’Agata, erst 1325 mit der vierten Erweiterung der mittelalterlichen Stadtmauern bis zur Porta Tufi wurde Sant’Agostino in den Stadtmauerring eingeschlossen.
Zum Gebäudekomplex gehören neben der Kirche noch der Konvent, das Dormitorium und die Sakristei.

## Geschichte
Die auf dem Poggio Sant’Agata gelegene Kirche Sant’Agata wurde erstmals 1182 urkundlich erwähnt. Das anliegende Grundstück wurde 1259 von den Mönchen des Augustinerordens erworben, im selben Jahr fand die Grundsteinlegung statt. Die Kirche der Sant’Agata wurde 1283 angeschlossen. Der Bau wurde größtenteils durch Geld- und Materialgaben der Stadt Siena finanziert, Grundstückserweiterungen fanden meist durch Privatschenkungen statt. Aus dem Jahr 1303 ist ein Campanile dokumentiert, der um 1397/1398 zusammen mit dem noch nicht fertiggestellten Dach bei einem Sturm einstürzte. Der Selige Augustinus Novellus fand 1309 auf dem Gelände seine letzte Ruhe, wurde aber am 19. Mai 1977 nach Termini Imerese in den Dom San Nicola di Bari umgebettet. Von 1322 bis mindestens 1337 wurde das Dormitorium vergrößert. Die Pest von 1348 ließ die Bauarbeiten um fast 80 Jahre ruhen, sie wurden erst in den 1420er Jahren wieder aufgenommen. Dennoch wurde im Jahr 1408 Papst Gregor XII. hier beherbergt. Jacopo della Quercia wurde 1438 im ersten Kreuzgang beigesetzt. Während der Belagerung von Siena durch Florenz in den Jahren 1553–1555 diente die Kirche als Unterkunft für deutsche Söldner, während des Konfliktes erlitt die Kirche erhebliche Schäden. Eine Restaurierung und Vergrößerung fand von 1579 bis 1598 statt, als das obere Dormitorium fertiggestellt wurde. Die Kirchweihe fand am 22. Oktober 1635 statt, Großherzog Ferdinando II. de’ Medici war zugegen. 1747 beschädigte ein Brand die Kirche stark. Die Restaurierungsarbeiten dazu wurden von 1747 bis 1755 von Luigi Vanvitelli und den Architekten Giuseppe und Sebastiano di Giorgio Minacci ausgeführt. Mit den Minacci kam es nach der Fertigstellung des Baus zu einem Rechtsstreit über die Dachkonstruktion, die Nachbesserungen bis 1760 nach sich zogen. Bei dem Erdbeben von 1798 stürzte das Gewölbe der Sakristei und das der Cappella Piccolomini ein, zudem entstand großer Schaden am Campanile. Die folgenden Restaurierungsarbeiten durch Agostino Fantastici begannen 1816 und endeten 1820. Hierbei wurde der bis dahin 40 m hohe Campanile entfernt und eine dreijochige Loggia vor der Kirchenfassade angebracht. Die Kapelle des Glockenturms (Cappella del Campanile) enthält Fresken des Biagio di Goro Ghezzi, der hier Cristo benedicente, Santa Caterina d’Alessandria und San Lorenzo abbildete. Die Fresken entstanden zwischen 1355 und 1365. Die Loggia und der Konvent dienen seitdem dem Collegio Tolomei, das die Grundstücke dazu 1816 erwarb und sich vorher, seit 1681, im Palazzo Piccolomini befand. Die Unterkirche (unter dem Querhaus) beherbergte zunächst die 1213 in Sant’Agata gegründete Compagnia Santa Croce und deren Oratorium bis zur Säkularisation 1785. Danach nutzen französische Truppen die Räume. 1872 wurden die Räumlichkeiten zu einer Gymnastikhalle umgebaut, die von Abteilungen der Mens Sana Basket Siena genutzt wurden. Seit 1971 befindet sich hier eine der Hauptmensen der Universität Siena. Der Orden der Augustiner verließ 1972 den Gebäudekomplex.

## Innenraum
Das Kirchenschiff (Langhaus) mit den Maßen 43 × 16,5 m (Höhe 22,5 m) besitzt acht Altäre, je vier auf der linken und auf der rechten Seite. Zwischen dem zweiten und dem dritten Altar der linken Seite liegt der heutige Haupteingang, zwischen dem zweiten und dem dritten Altar der rechten Seite der Eingang zur Cappella Piccolomini. Das Triptychon des Simone Martini (Der selige Augustinus Novellus und Szenen aus dem Leben des Augustinus Novellus) befindet sich heute in der Pinacoteca Nazionale di Siena (Saal 5).

### Rechte Seite des Kirchenschiffs

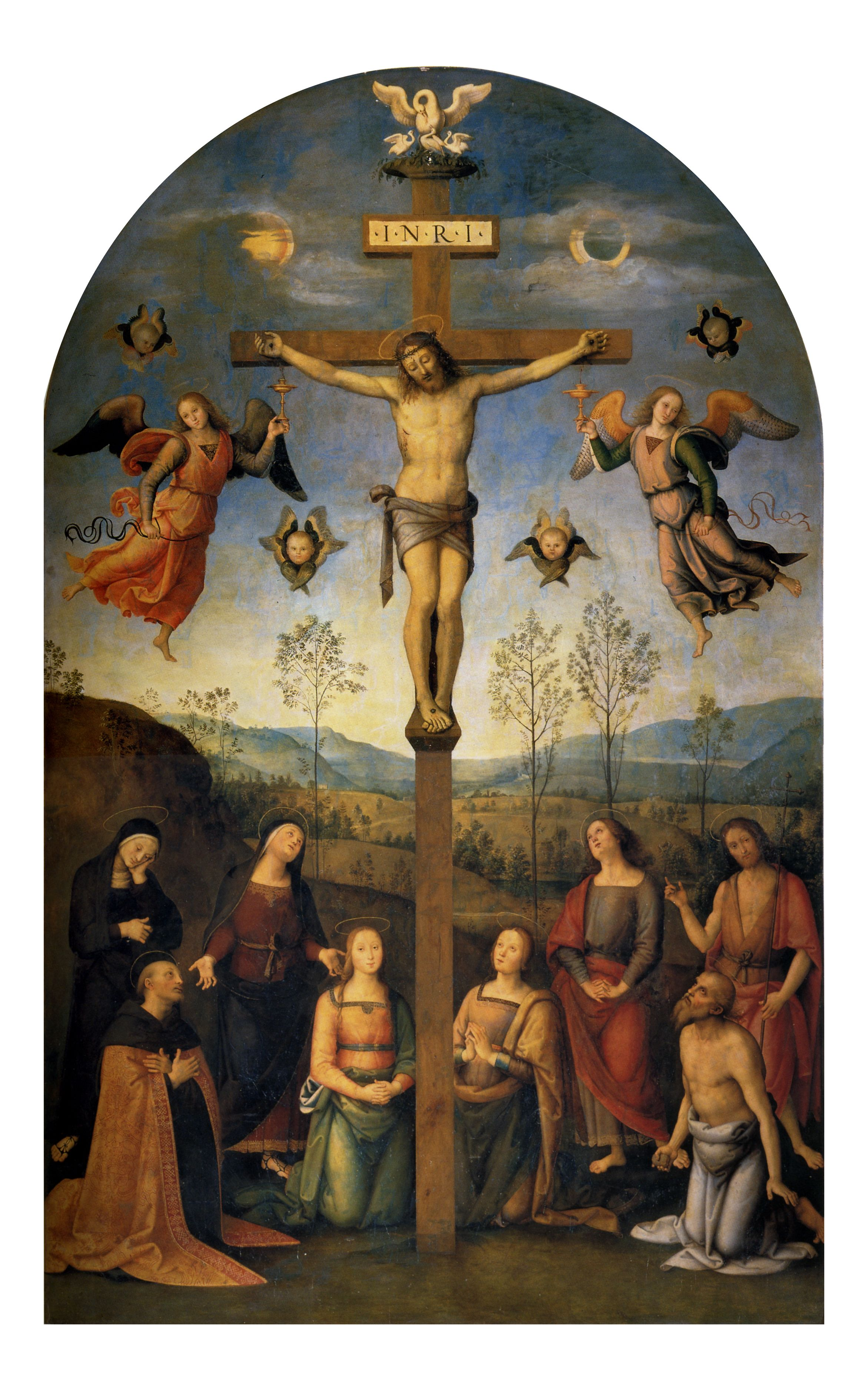
Crocifisso e Santi auch Pala Chigi genannt, Gemälde des Perugino, 2. Altar rechts (Cappella Chigi)

- Erster Altar (Altar des Heiligen Hieronymus, Cappella Rochi): Kommunion der heiligen Hieronymus, 1631, Gemälde von Astolfo Petrazzi.
- Zweiter Altar (Cappella Chigi): Kreuzigung mit Heiligen, 1506, Gemälde des Perugino.
- Eingang zur Cappella Piccolomini
- Dritter Altar (Altar der heiligen Maria Goretti): Altarretabel aus Holz von Giuseppe und Sebastiano Minacci, 930 × 576 cm, um 1750/55.[8]
- Vierter Altar (Altar des Heiligen Matthäus, Cappella Biringucci): Kreuztragung, Leinwandgemälde, von Alessandro Casolani begonnen und 1612 von Ventura Salimbeni fertiggestellt.

### Linke Seite des Kirchenschiffs
- Erster Altar (Altar der Geburt Christi, Cappella Savini): Anbetung der Hirten, um 1640, Leinwandgemälde mit Ölfarben von Giovanni Francesco Romanelli.
- Zweiter Altar (Altar der Unbefleckten Empfängnis): Madonna in der Glorie mit den Heiligen Franz von Sales und Thomas von Villanova, 1671, von Carlo Maratta.
- Dritter Altar (Altar des Heiligen Silvester, Cappella Fondi): Taufe des Konstantin, 1587, Ölgemälde auf Leinwand von Francesco Vanni, wurde von Antonio Fondi für den Familienaltar in Auftrag gegeben.
- Vierter Altar (Altar der Heiligen Dreifaltigkeit, Cappella Bargagli): Trinität mit den Heiligen Ansanus, Johannes dem Täufer, Augustinus, Hieronymus, Katharina und Petrus, 1600, Ölgemälde auf Leinwand von Pietro Sorri, wurde von Scipione Bargagli in Auftrag gegeben.

### Cappella Piccolomini

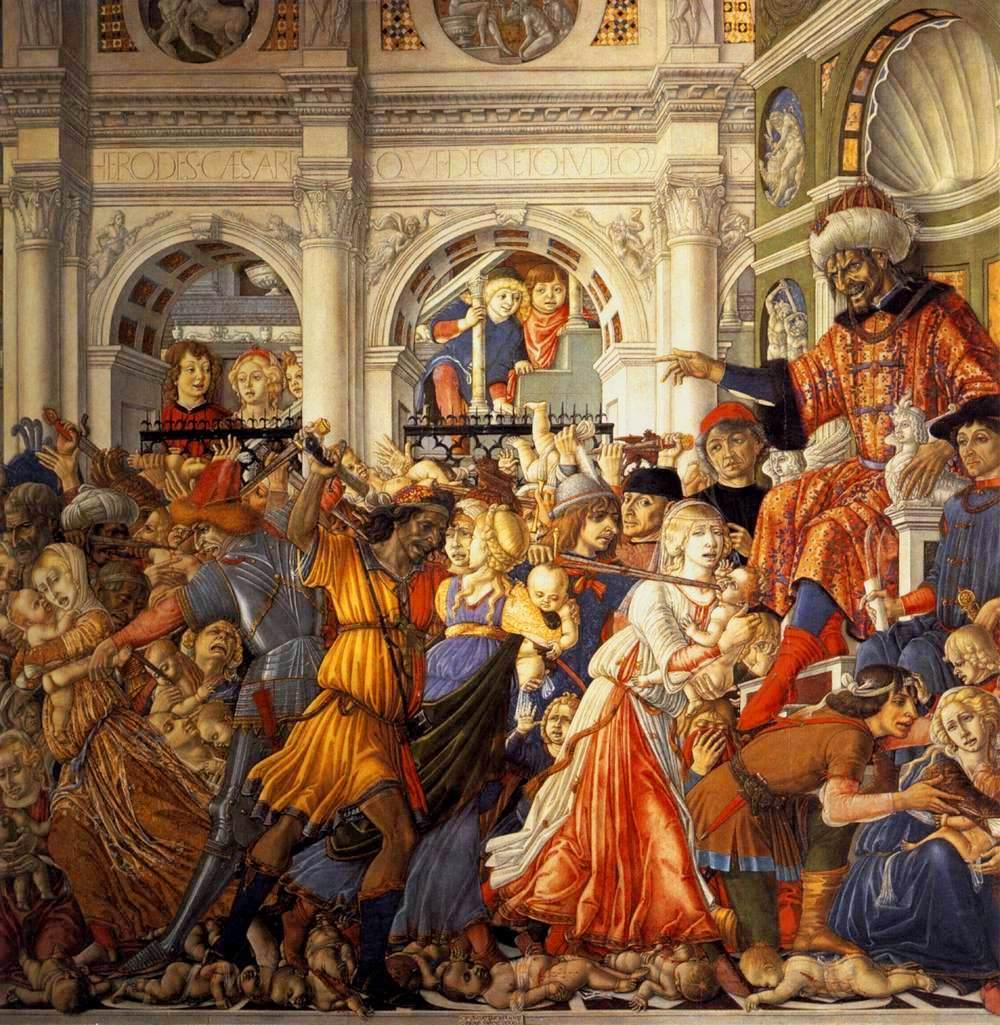
Gemälde Der betlehemitische Kindermord von Matteo di Giovanni in der Cappella Piccolomini

Vor der Kapelle liegt das Atrium, in dem die 1850 entstandene Skulptur Pius II. von Giovanni Dupré aufgestellt ist. Die Kapelle selbst entstand aus dem von 1322 bis 1328 gebauten Kapitelsaal, der im 16. Jahrhundert von dem seneser Erzbischof Ascanio I. Piccolomini (1588–1597 im Amt) zur Privatkapelle umgewandelt wurde. Der Altar der Kapelle der Piccolomini hat als Hauptgemälde die Anbetung der Heiligen Drei Könige (um 1530, Öl auf Holz, 328 × 203 cm) des Sodoma. Weitere Werke in der Kapelle sind Ölgemälde auf Leinwand von Astolfo Petrazzi (Die heilige Lucia, um 1640, und Wunder des heiligen Eligius) und Giovan Paolo Pisani (Der tote Christus, um 1610) sowie das dem Simondio Salimbeni zugeschriebene Bild Christus und die heilige Katharina. Von Ambrogio Lorenzetti stammt das Fresko Maestà (um 1335/1338). Zudem befindet sich hier das Gemälde Der betlehemitische Kindermord von Matteo di Giovanni (Tempera auf Holz, 1482).

### Hauptaltar, Querschiff und Kapellen
Der Hochaltar stammt von Flaminio del Turco und enthält Werke von Francesco, Giovanni Antonio und Agostino Mazzuoli. Er wurde von Francesco und Giovanni Antonio Mazzuoli geplant. Das rechte Querschiff enthält das Epitaph für den Grafen Orso d’Elci, das von Giovan Antonio Mazzuoli gestaltet wurde, und die Gemälde Tod des heiligen Thomas von Villanova und Glorie des heiligen Thomas von Villanova von Raffaello Vanni (Öl auf Leinwand, 1664). Die linke Seite des Querschiffes ist mit dem Altar des Heiligen Nikolaus von Tolentino (Holzstatue, 1468) von Giacomo Cozzarelli ausgestattet. Die insgesamt vier Kapellen links und rechts der Hauptchorkapelle enthalten folgende Werke:
- Äußere Kapelle der rechten Seite (Kapelle des Heiligen Christophorus, Cappella Bichi):
  - Francesco di Giorgio: Geburt Christi, Fresko, 449 × 530 cm, zwischen 1487 und 1494.
  - Francesco di Giorgio: Geburt Mariens, Fresko, 451 × 532 cm, zwischen 1487 und 1494.
  - Luca Signorelli: Tiburtinische Sibylle, Fresko, 1490.
  - Luca Signorelli: Sibylle von Erythrai, Fresko, 1490.
  - Luca Signorelli: Gekreuzigter Christus, Fresko, 1490.
- Innere Kapelle der rechten Seite (Kapelle der Madonna): Madonna della Cintura
- Innere Kapelle der linken Seite (Kapelle der Heiligen Rita):
  - Sebastiano Conca: Dem heiligen José Calasanz erscheint die Madonna, Öl auf Leinwand, 1763.
- Äußere Kapelle der linken Seite (Kapelle des Heiligen Johannes):
  - Rutilio Manetti: Der heilige Antonius wird vom Teufel versucht, Öl auf Leinwand, 221 × 141 cm, um 1630.
  - Bartolomeo Neroni (Il Riccio): Gemaltes Kenotaph.
  - Stefano Volpi: Taufe Christi, Öl auf Leinwand, 1626.

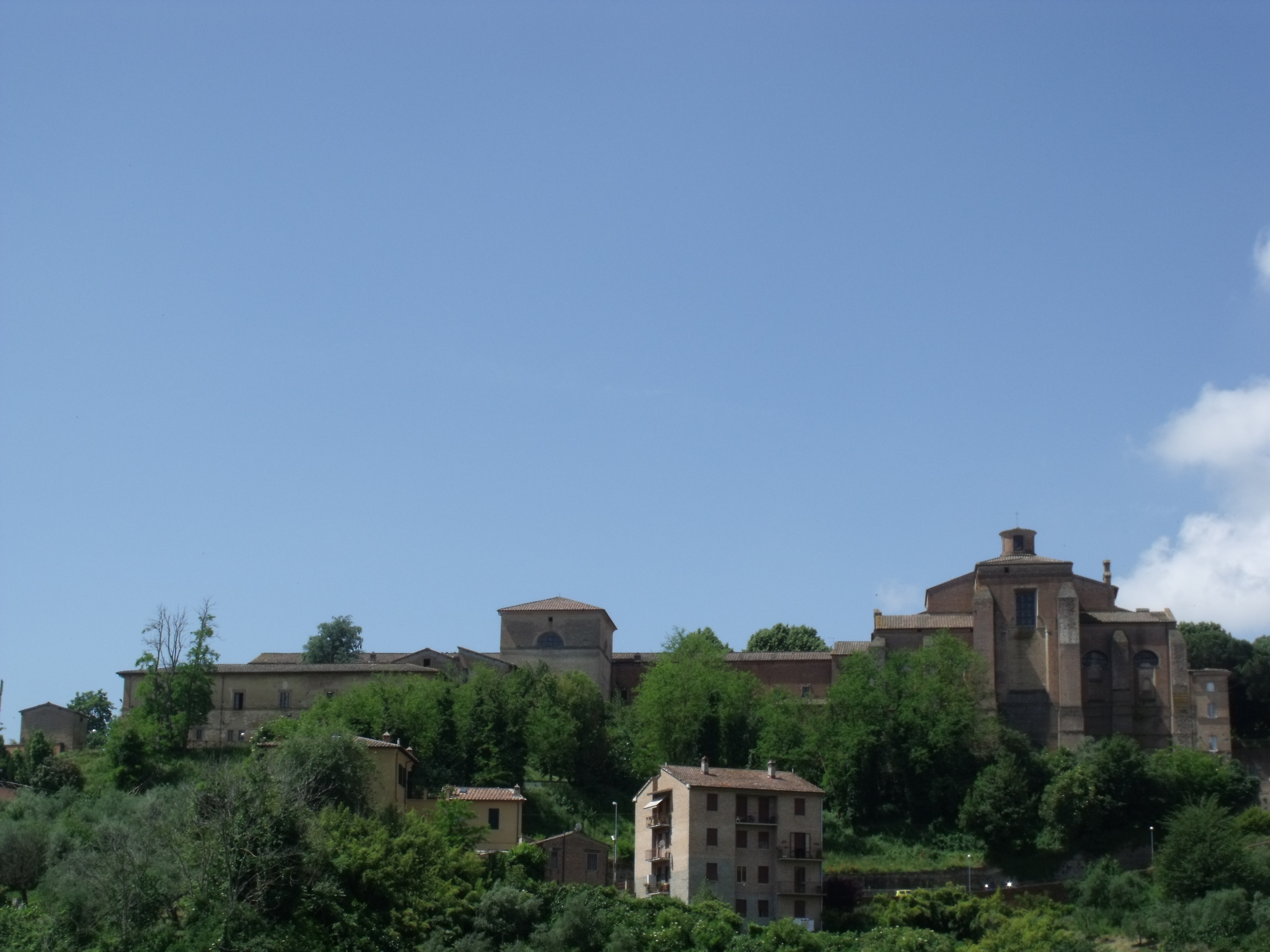
Der Gebäudekomplex von Sant’Agostino in Siena

### Sakristei und Sakristeikapelle
In der Sakristei befindet sich auf dem Altar das Werk Der Tod des heiligen Wilhelm von Pietro Ciapettini (um 1800). Weitere Werke in dem Raum sind Wunder des heiligen Stefanus (Bernardino Mei, Öl auf Leinwand, 1654), Der Erlöser erscheint dem heiligen Augustinus (Rutilio und Domenico Manetti, Öl auf Leinwand, um 1639) und Die heilige Familie (G. Battista Giustammiani, auch Il Francesino genannt). Der Nebenraum der Sakristei (Sakristeikapelle) besitzt Fresken aus dem 14. Jahrhundert, die zum Teil Paolo di Giovanni Fei zugeschrieben werden.